# Trachymene crassifolia
Trachymene crassifolia är en flockblommig växtart som beskrevs av George Bentham. Trachymene crassifolia ingår i släktet Trachymene och familjen flockblommiga växter. Inga underarter finns listade i Catalogue of Life.